# Sven Riederer
Sven Riederer (* 27. März 1981 in Albisrieden) ist ein ehemaliger Schweizer Triathlet, vielfacher Schweizer Meister (zwischen 2002 und 2017), Vizeeuropameister Triathlon (2015) sowie mehrfacher Olympiateilnehmer (2004, 2012, 2016). Er wird in der Bestenliste Schweizer Triathleten auf der Ironman-Distanz geführt.

## Werdegang
In seiner Jugend war Riederer sportlich vielseitig begabt; er spielte Tennis und Fussball, fuhr Skirennen und war Schwimmer. 1994 nahm er in Bubikon erstmals an einem Triathlon teil und erreichte den 16. Rang.

### Triathlon-Europameister Junioren 2001
Der internationale Durchbruch gelang ihm 2001 mit dem Junioren-Europameistertitel. 2002 wurde er in der Kategorie U-23 Europameister und Zweiter der Weltmeisterschaft. 2003 konnte er bei der Europameisterschaft die Goldmedaille in der Mannschaftswertung gewinnen. Er bestritt vorwiegend Rennen über die olympische Distanz: 1,5 km Schwimmen, 40 km Radfahren und 10 km Laufen.

### Olympische Sommerspiele 2004
Seinen grössten Erfolg feierte Riederer bei den Olympischen Sommerspielen 2004 in Athen, als er hinter den Neuseeländern Hamish Carter und Bevan Docherty die Bronzemedaille gewann. 2005 folgte ein dritter Platz bei der Europameisterschaft.

Mit seinen Lauffähigkeiten gehörte Riederer auch dort zur Schweizer Spitze. Er konnte dreimal (2006, 2008, 2010) den Schweizer Meistertitel im 10-km-Lauf auf der Strasse erringen.
Seit 2010 startete Riederer für das EWZ Power Team und war Mitglied des Swiss Triathlon Team London 2012. Riederer wurde für die Saison 2011 von der Internationalen Triathlon Union (ITU) zum Mitglied der «Gold Group» ernannt – die zehn besten Frauen und Männer der Vorjahre repräsentieren die ITU in der Öffentlichkeit und sichern ihren nationalen Verbänden für jedes der sieben Rennen der ITU World Championship Series einen zusätzlichen Startplatz.

### Olympische Sommerspiele 2012
Er konnte sich im Juni 2012 das zweite Mal für einen Startplatz bei den Olympischen Spielen qualifizieren. In London ging er zusammen mit Nicola Spirig, Daniela Ryf und Ruedi Wild für die Schweiz an den Start und belegte den achten Rang.
Im Juli 2015 wurde er in Genf Vizeeuropameister auf der Triathlon-Kurzdistanz. In der Weltrangliste 2015 belegte er als bester Schweizer den 13. Rang.

### Olympische Sommerspiele 2016
Sven Riederer konnte sich 2016 zum dritten Mal für einen Startplatz bei den Olympischen Sommerspielen qualifizieren und ging am 18. August 2016 in Rio de Janeiro zusammen mit Nicola Spirig, Jolanda Annen und Andrea Salvisberg für die Schweiz an den Start. Riederer belegte den 19. Rang. In der ITU Point List belegte er als zweitbester Schweizer den 93. Rang.

### Triathlon-Langdistanz seit 2017
Im September 2017 startete Riederer erstmals auf der Triathlon-Langdistanz (3,86 km Schwimmen, 180,2 km Radfahren und 42,195 km Laufen). Er belegte beim Ironman Barcelona den zwölften Rang und trug sich mit diesem Ergebnis auch ein in der Bestenliste Schweizer Triathleten auf der Ironman-Distanz. Der damals 38-jährige Riederer erklärte im Juli 2019 den Start beim Ironman Switzerland, wo er den zweiten Rang belegte, für sein letztes Rennen und seine aktive Zeit für beendet.
Riederer ist gelernter Metallbauer und er lebt mit seiner Frau und einem Sohn in Wallisellen.

## Auszeichnungen
- Die Stiftung Schweizer Sporthilfe zeichnete Riederer als Nachwuchsathleten des Jahres 2001 aus.

## Sportliche Erfolge
| Datum/Jahr    | Rang | Wettbewerb                                      | Austragungsort | Zeit       | Bemerkung |
| ------------- | ---- | ----------------------------------------------- | -------------- | ---------- | --- |
| 6. Aug. 2017  | 1    | Schweizer Triathlon-Meisterschaften             | Nyon           | 01:00:17   | |
| 29. Juli 2017 | 1    | 5150 Zurich                                     | Zürich         | 01:51:21   | |
| 9. Apr. 2017  | 3    | Internationaler Triathlon Wallisellen           | Wallisellen    | 00:43:04   | |
| 18. Aug. 2016 | 19   | Olympische Sommerspiele 2016                    | Rio de Janeiro | 01:48:15   | |
| 26. Juni 2016 | 1    | T3 Triathlon Düsseldorf                         | Düsseldorf     | 00:52:33   | Deutsche Meisterschaft Sprintdistanz |
| 18. Juni 2016 | 1    | Schweizer Triathlon-Meisterschaften             | Zug            |            | |
| 28. Mai 2016  | DNF  | ETU Triathlon European Championships            | Lissabon       | –          | Europameisterschaft auf der olympischen Distanz |
| Apr. 2016     | 2    | Internationaler Triathlon Wallisellen           | Wallisellen    | 00:45:45   | Zweiter im Pro League Race der Männer (600 m Schwimmen, 15 km Radfahren und 4 km Laufen)                                                                   |
| 29. Aug. 2015 | 1    | Schweizer Triathlon-Meisterschaften             | Uster          | 00:44:02   | Sprintdistanz |
| 22. Aug. 2015 | 33   | ITU World Championship Series 2015              | Stockholm      | 01:53:29   | |
| 12. Juli 2015 | 2    | ETU Triathlon European Championship Mixed Relay | Genf           |            | Europameisterschaften im Team |
| 11. Juli 2015 | 2    | ETU Triathlon European Championships            | Genf           |            | Vizeeuropameister auf der olympischen Distanz |
| Apr. 2015     | 1    | Internationaler Triathlon Wallisellen           | Wallisellen    | 00:43:44,7 | |
| 7. März 2015  | 10   | ITU World Championship Series 2015              | Abu Dhabi      | 00:53:28   | im ersten Rennen der Saison auf der Sprintdistanz |
| 12. Okt. 2014 | 2    | ITU Triathlon World Cup                         | Cartagena      | 01:46:09   | Zweiter hinter dem Franzosen Pierre Le Corre |
| 28. Sep. 2014 | 1    | ITU Triathlon World Cup                         | Alanya         | 01:45:57   | |
| 26. Juli 2014 | 3    | 5150 Zurich                                     | Zürich         | 01:48:06   | European Championships |
| 20. Juli 2014 | 1    | Schweizer Triathlon-Meisterschaften             | Genf           | 01:58:44   | Schweizer Meister – im Rahmen des ETU Triathlon European Cup                                                                                               |
| Apr. 2015     | 1    | Internationaler Triathlon Wallisellen           | Wallisellen    | 00:43:05,5 | |
| 6. Juli 2013  | 3    | ITU World Championship Series 2013              | Kitzbühel      | 00:56:46   | |
| 27. Juli 2013 | 2    | 5150 Zurich                                     | Zürich         | 01:49:10   | European Championships |
| 8. Juni 2013  | 1    | Schweizer Triathlon-Meisterschaften             | Zug            | 00:44:35   | Schweizermeister im Sprint-Triathlon beim Zytturm-Triathlon                                                                                                |
| 14. Apr. 2013 | 1    | Internationaler Triathlon Wallisellen           | Wallisellen    | 00:43:19,2 | 600 m Schwimmen, 15 km Radfahren und 4 km Laufen |
| 15. Sep. 2012 | 2    | Schweizer Triathlon-Meisterschaften             | Murten         |            | [ 10 ] |
| 25. Aug. 2012 | 6    | ITU Sprint Triathlon World Championships        | Stockholm      | 00:54:50   | Triathlon-Weltmeisterschaft auf der Sprintdistanz |
| 7. Aug. 2012  | 8    | Olympische Sommerspiele 2012                    | London         | 01:47:46   | als bester Schweizer |
| 21. Juli 2012 | 4    | ITU World Championship Series 2012              | Hamburg        |            | auf der Sprintdistanz |
| 27. Mai 2012  | 13   | ITU World Championship Series 2012              | Madrid         | 01:54:50   | |
| 12. Mai 2012  | 2    | ITU World Championship Series 2012              | San Diego      | 01:48:52   | |
| 21. Apr. 2012 | 17   | ETU Triathlon European Championships            | Eilat          | 01:58:29   | Europameisterschaft auf der olympischen Kurzdistanz |
| Apr. 2012     | 1    | Internationaler Triathlon Wallisellen           | Wallisellen    | 00:43:39,9 | |
| 19. Sep. 2011 | 11   | ITU World Championship Series 2011              | Yokohama       | 014:07:5   | Das Ergebnis des Rennens soll schon für die Wertung der Saison 2012 berücksichtigt werden.                                                                 |
| 10. Sep. 2011 | 2    | ITU World Championship Series 2011              | Peking         | 01:48:15   | Mit dem zweiten Rang im sechsten und letzten Rennen der Saison erreicht Riederer in der Jahreswertung den vierten Rang.                                    |
| 21. Aug. 2011 | 2    | ITU Sprint Triathlon World Championship Team    | Lausanne       |            | Zweiter bei der Team-Weltmeisterschaft – zusammen mit Nicola Spirig, Melanie Annaheim und Ruedi Wild                                                       |
| 7. Aug. 2011  | 9    | ITU World Championship Series 2011              | London         |            | |
| 18. Juni 2011 | 3    | ITU World Championship Series 2011              | Kitzbühel      | 01:52:59   | |
| Apr. 2011     | 1    | Internationaler Triathlon Wallisellen           | Wallisellen    | 00:48:51,0 | |
| 9. Apr. 2011  | 3    | ITU World Championship Series 2011              | Sydney         | 01:50:34   | Auftaktveranstaltung der neuen Saison |
| 26. März 2011 | 7    | ITU Triathlon World Cup                         | Mooloolaba     | 01:52:32   | [ 12 ] |
| 14. Aug. 2010 | 16   | ITU World Championship Series 2010              | Kitzbühel      |            | im sechsten Rennen der WM-Serie |
| 8. Aug. 2010  | 1    | Schweizer Triathlon-Meisterschaften             | Nyon           |            | Sieg bei der Schweizer Meisterschaft auf der Sprintdistanz (800 m Schwimmen, 18,6 km Radfahren und 5 km Laufen)                                            |
| 6. Juni 2010  | 3    | ITU World Championship Series 2010              | Madrid         | 01:53:07   | |
| Apr. 2010     | 1    | Internationaler Triathlon Wallisellen           | Wallisellen    | 00:44:01,9 | |
| 26. Sep. 2009 | 1    | France Grand Prix                               | La Baule       |            | Sprintrennen über die halbe olympische Distanz vor dem Spanier Javier Gomez und Alistair Brownlee                                                          |
| 9. Sep. 2009  | 12   | ITU World Championship Series 2009              | Gold Coast     | 01:45:53   | |
| 15. Aug. 2009 | 11   | ITU World Championship Series 2009              | London         | 01:42:41   | |
| 25. Juli 2009 | 15   | ITU World Championship Series 2009              | Hamburg        | 01:45:31   | |
| 11. Juli 2009 | 6    | ITU World Championship Series 2009              | Kitzbühel      | 01:44:01   | |
| 2009          | 1    | Schweizer Triathlon-Meisterschaften             | Lausanne       | 01:54:53   | Sieg bei der Schweizer Meisterschaft auf der olympischen Distanz im Rahmen des 16. Triathlon de Lausanne                                                   |
| 2008          | 2    | Züri Triathlon                                  | Zürich         | 01:46.23,2 | |
| 2008          | 1    | Schweizer Triathlon-Meisterschaften             | Lausanne       |            | Sieg bei der Schweizer Meisterschaft auf der olympischen Distanz (1,5 km Schwimmen, 40 km Radfahren, 10 km Laufen) im Rahmen des 15. Triathlon de Lausanne |
| 2007          | 1    | Sempachersee-Triathlon                          | Nottwil        | 02:02:18   | Sieg vor dem Italiener Alessandro Degasperi |
| 9. Juni 2006  | 2    | BG ITU Weltcup                                  | Hamburg        | 01:43:15   | 1,5 km Schwimmen, 40 km Radfahren und 10 km Laufen |
| 2006          | 1    | Schweizer Triathlon-Meisterschaften             | Genf           |            | Sieger beim Triathlon de Genève |
| 2005          | 3    | ETU Triathlon European Championship             | Lausanne       | 01:56:10   | Europameisterschaft |
| 2005          | 1    | Schweizer Triathlon-Meisterschaften             | Genf           |            | |
| 2004          | 3    | Olympische Sommerspiele 2004                    | Athen          | 01:51:32   | |
| 9. Nov. 2002  | 2    | ITU Triathlon U23 World Championship            | Cancún         |            | Vizeweltmeister in der Kategorie U23 in Mexiko |
| 2002          | 1    | Schweizer Triathlon-Meisterschaften             | Schwarzsee     | 01:53:13   | 1,5 km Schwimmen, 40 km Radfahren und 9 km Laufen |
| 23. Juni 2001 | 1    | ETU Triathlon European Championship Junior Men  | Karlsbad       | 01:07:29   | Junioren-Europameister in Tschechien |

| Datum/Jahr    | Rang | Wettbewerb                         | Austragungsort  | Zeit     | Bemerkung                                                |
| ------------- | ---- | ---------------------------------- | --------------- | -------- | -------------------------------------------------------- |
| 17. Juni 2018 | 3    | Challenge Heilbronn                | Heilbronn       | 03:51:49 | auf der Mitteldistanz                                    |
| 2. Feb. 2018  | 2    | Ironman 70.3 Dubai                 | Dubai           | 03:42:05 |                                                          |
| 25. Nov. 2017 | 3    | Ironman 70.3 Bahrain               | Manama          | 03:47:14 | drittes Rennen der „Challenge Triple-Crown-Serie“        |
| 23. Juli 2017 | 1    | Challenge Roma 753                 | Rom             | 02:55:06 | 1,75 km Schwimmen, 75,3 km Radfahren und 17,53 km Laufen |
| 11. Juni 2017 | 3    | Ironman 70.3 Switzerland           | Rapperswil-Jona |          |                                                          |
| 19. März 2017 | 3    | Ironman 70.3 Taiwan                | Kenting         |          |                                                          |
| 12. März 2017 | 4    | Ironman 70.3 Subic Bay Philippines | Philippinen     | 03:52:04 |                                                          |
| 23. Okt. 2016 | 5    | Ironman 70.3 Miami                 | Miami           | 03:49:14 | Erster Start auf der Mitteldistanz                       |

| Datum/Jahr    | Rang | Wettbewerb          | Austragungsort | Zeit     | Bemerkung                            |
| ------------- | ---- | ------------------- | -------------- | -------- | ------------------------------------ |
| 21. Juli 2019 | 2    | Ironman Switzerland | Zürich         | 08:24:07 | persönliche Bestzeit                 |
| 29. Juli 2018 | 7    | Ironman Switzerland | Zürich         | 08:24:53 |                                      |
| 23. Juli 2017 | 12   | Ironman Barcelona   | Barcelona      | 08:29:06 | erster Start auf der Ironman-Distanz |